# Brad Sorensen
Brad Sorensen (Grand Terrace, 13 marzo 1988) è un ex giocatore di football americano statunitense che ha militato nel ruolo di quarterback nella National Football League (NFL). Al college ha giocato a football alla Southern Utah University.

## Carriera professionistica

### San Diego Chargers
Sorensen fu scelto nel corso del settimo giro del Draft 2013 dai San Diego Chargers. Il 9 maggio firmò il proprio contratto con la franchigia.

## Statistiche
| Yard passate  | 0 |
| Touchdown     | - |
| Intercetti    | - |
| Passer rating | - |

## Famiglia
Brad è il fratello di Daniel Sorensen, free safety dei Kansas City Chiefs.